# D. J. Fluker
(en) Statistiques sur pro-football-reference
Daniel Lee Jesus Fluker , plus communément appelé D. J. Fluker, né le 13 mars 1991 à La Nouvelle-Orléans, est un joueur américain de football américain. Il joue actuellement avec les Ravens de Baltimore au poste d'offensive guard.

## Biographie

### Jeunesse
Natif de La Nouvelle-Orléans, Fluker et sa famille quittent la ville peu de temps avant l'arrivée de l'ouragan Katrina. Ils s'installent à Biloxi, dans l'État du Mississippi, avant de déménager une nouvelle fois pour Mobile en Alabama.
Fluker fait ses études à la McGill-Toolen Catholic High School où il joue dans leur équipe de football américain dans la ligne défensive. Il retourne pendant une saison, en 2007, à Biloxi, et fait sa dernière saison à la Foley High School de Floley où l'entraîneur, Todd Watson, parvient à le faire jouer dans la ligne offensive. Pour cette première saison à ce poste, il est nommé All-American par divers organismes comme USA Today ou encore SuperPrep. Rivals.com le classe comme un joueur cinq étoiles ainsi que premier au classement des offensive tackle du pays. Bien qu'il soit un grand fan des Tigers de LSU, il décide d'intégrer l'université de l'Alabama.

### Carrière universitaire
La première saison de Fluker avec les Crimson Tide de l'Alabama est une saison vierge du fait de son statut de redshirt. En effet, pressenti pour remplacer Andre Smith, c'est finalement le nouveau venu James Carpenter qui est préféré à ce poste. En 2010, il fait ses grands débuts en NCAA en jouant neuf matchs comme tackle droit titulaire.
En 2011 et 2012, il s'impose comme tackle droit titulaire et reçoit de nombreux honneurs, figurant dans différentes équipes d'organismes. Il remporte également trois fois le championnat national avec Alabama, en 2009, 2011 et 2012, qui met sur un piédestal l'université ainsi que les joueurs. Fluker participe au Senior Bowl 2013 et se déclare éligible pour la prochaine draft de la NFL. Il ne joue donc pas sa dernière année universitaire (senior) pour s'inscrire.

### Carrière professionnelle

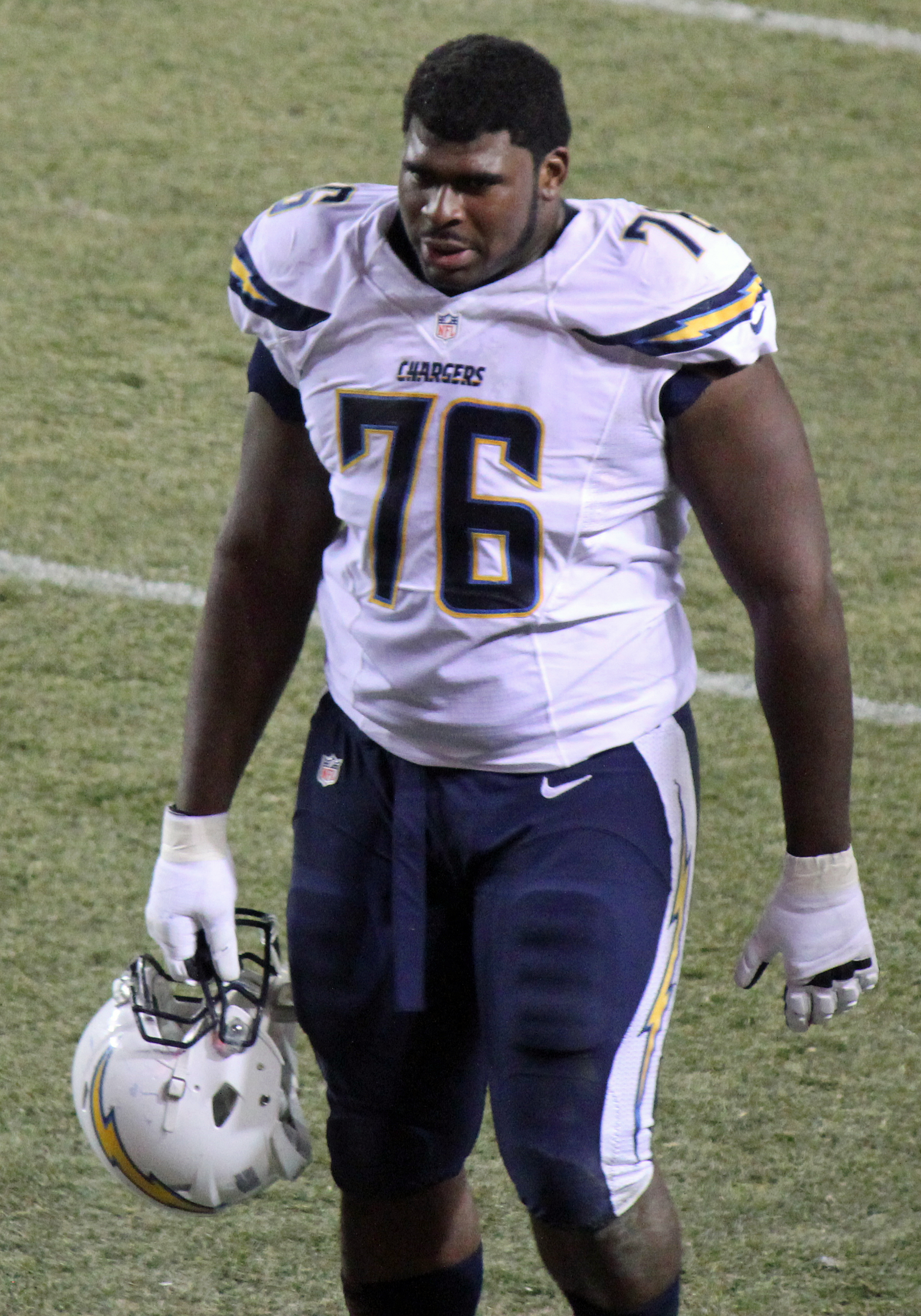
D.J. Flucker sous le maillot des Chargers en 2013

D. J. Fluker est sélectionné au premier tour de la draft de la NFL de 2013 par les Chargers de San Diego, au onzième choix. Il devient alors le troisième joueur de ligne offensive de l'université de l'Alabama à être sélectionné au premier tour lors de ses cinq dernières années, succédant à Andre Smith en 2009 et James Carpenter en 2011.
Il est désigné titulaire au poste de tackle droit pour le début de la saison 2013, avant d'être déplacé comme guard droit en 2015. Après quatre saisons à San Diego, il est libéré par les Chargers le 7 mars 2017.
Peu après sa libération par les Chargers, il signe aux Giants de New York pour un an. Il commence la saison en jouant sur les unités spéciales, avant d'être titularisé au poste de guard droit durant la semaine 4.
Il rejoint les Seahawks de Seattle en 2018. Après deux saisons, il signe avec les Ravens de Baltimore.

## Palmarès
- Équipe des freshman de la Southeastern Conference (SEC) 2010 par les entraîneurs
- Seconde équipe All-American 2012 selon la Walter Camp Foundation et l'Associated Press
- Équipe de la Southeastern Conference 2012 par les entraîneurs
- Vainqueur du championnat national en 2009, 2011 et 2012